# سمیونو-ماکارنسکی
سمیونو-ماکارنسکی (به لاتین: Semyono-Makarensky) یک منطقهٔ مسکونی در روسیه است که در آدیغیه واقع شده‌است.